# Kościół św. Mikołaja Biskupa w Warcie
Kościół świętego Mikołaja Biskupa – rzymskokatolicki kościół parafialny należący do dekanatu warckiego diecezji włocławskiej.
Świątynia została wybudowana około 1340 roku. Jest to kościół w typie pseudobazyliki, wzniesiony w stylu gotyckim z cegły o układzie polskim. Budowla składa się z trzech naw, posiada wieżę na planie czworoboku, jej mury są wzmocnione szkarpami. Do dziś można zobaczyć oryginalne gotyckie portale wykonane z formowanej cegły.
We wnętrzu znajdują się ciekawe sklepienia kolebkowe z lunetami z XVII wieku oraz ołtarz główny w stylu późnorenesansowym z początku XVII wieku, ozdobionym późnogotyckim obrazem przedstawiającym Wniebowzięcie Matki Boskiej (z początku XVI wieku). Obraz ten był kiedyś środkową częścią tryptyku, którego skrzydła boczne i predella były dawniej eksponowane w Muzeum Narodowym w Warszawie.
Do pozostałych zabytków należą cztery ołtarze boczne w stylu barokowym, wieżyczkowa monstrancja z XVI wieku, późnogotycka Pietà z początku XVI wieku znajdująca się wcześniej w spalonym kościele w Glinnie, a także cenne epitafia i płyty nagrobne.